# Paraíso do Sul
Paraíso do Sul é um município brasileiro no centro do estado do Rio Grande do Sul.

## História
No dia 24 de abril de 1988, foi realizado um plebiscito e o resultado foi favorável a emancipação. No dia 12 de maio de 1988 foi criado o município de Paraíso do Sul, que uniu os dois distritos cachoeirenses de Rincão da Porta e Paraíso do Sul. Sendo a cidade a sede do distrito Rincão da Porta que passou a se chamar Paraíso do Sul e o distrito de Paraíso do Sul, passou a chamar-se Vila Paraíso.

## Administração
Lista de prefeitos de Paraíso do Sul.
| Nome                        | Partido | início do mandato | fim do mandato                     |
| --------------------------- | ------- | ----------------- | ---------------------------------- |
| Aldo Rohde                  | PMDB    | 1989              | 1992                               |
| Arnildo Almirio Schutz      | PDS     | 1993              | 1996                               |
| Aldo Rohde                  | PMDB    | 1997              | 2000                               |
| Elmo Ivo Schmengler         | PPB     | 2001              | 2004                               |
| Elmo Ivo Schmengler         | PP      | 2005              | 2008                               |
| Paulo Roberto Machado       | PMDB    | 2009              | Set de 2012 Afastado Judicialmente |
| Tércio Carlos Leal da Silva | PT      | Set de 2012       | Dez de 2012                        |
| Elmo Ivo Schmengler         | PP      | 2013              | 2016                               |
| Artur Arnildo Ludwig        | PDT     | 2017              | 2020                               |
| Artur Arnildo Ludwig        | PDT     | 2021              | 2024                               |